# Sphragista basipuncta
Sphragista basipuncta är en fjärilsart som beskrevs av James John Joicey och Talbot 1924. Sphragista basipuncta ingår i släktet Sphragista och familjen tofsspinnare. Inga underarter finns listade i Catalogue of Life.